# WNK4
 La proteína serina/treonina cinasa WNK4, también conocida como With No lysine (K) kinase 4 (WNK4), es una enzima que en los humanos está codificada por el gen WNK4. Las mutaciones sin sentido en este gen causan una forma genética de pseudohipoaldosteronismo tipo 2, también llamado síndrome de Gordon o hipertensión hiperkalémica familiar.
WNK4 es un miembro de una familia de serina/treonina cinasas que comprende cuatro miembros (WNK1-4). La familia recibe ese nombre porque, a diferencia de otras serina/treonina cinasas, las cinasas WNK se caracterizan por la falta de una lisina en particular en el subdominio II del dominio catalítico. En cambio, una lisina en la cadena β2 del subdominio I del dominio catalítico es responsable de la actividad cinasa.
En los humanos, el gen WNK4 se encuentra en el cromosoma 17q21-q22. Este gen produce un marco de lectura abierto de 3,732 nucleótidos dentro de una transcrito de 4 kb. La proteína está compuesta por 1,243 aminoácidos.   La proteína WNK4 se encuentra con mayor abundancia en el túbulo contorneado distal (DCT) y el ducto colector cortical (CCD) del riñón. WNK4 también está presente en el cerebro, los pulmones y el colon, entre otros tejidos, de varias especies de mamíferos.
En 2001, se encontraron mutaciones genéticas en el gen que codifica WNK4 en pacientes con pseudohipoaldosteronismo tipo II (PHAII), también conocido como hipertensión hiperkalémica familiar (FHHt)  o síndrome de Gordon. Esta enfermedad hereditaria autosómica dominante es caracterizada por hiperkalemia, hipertensión y acidosis metabólica. WNK4 juega un papel fundamental en la regulación de varios transportadores y canales iónicos en el riñón. Las mutaciones que causan PHAII en WNK4 dan lugar a una desregulación de los transportadores y canales renales de sodio y potasio, lo que conduce a defectos en la retención de sodio y potasio por el riñón y, a su vez, a un aumento de la presión arterial y de la concentración de potasio en la sangre (hiperkalemia).

## Estructura

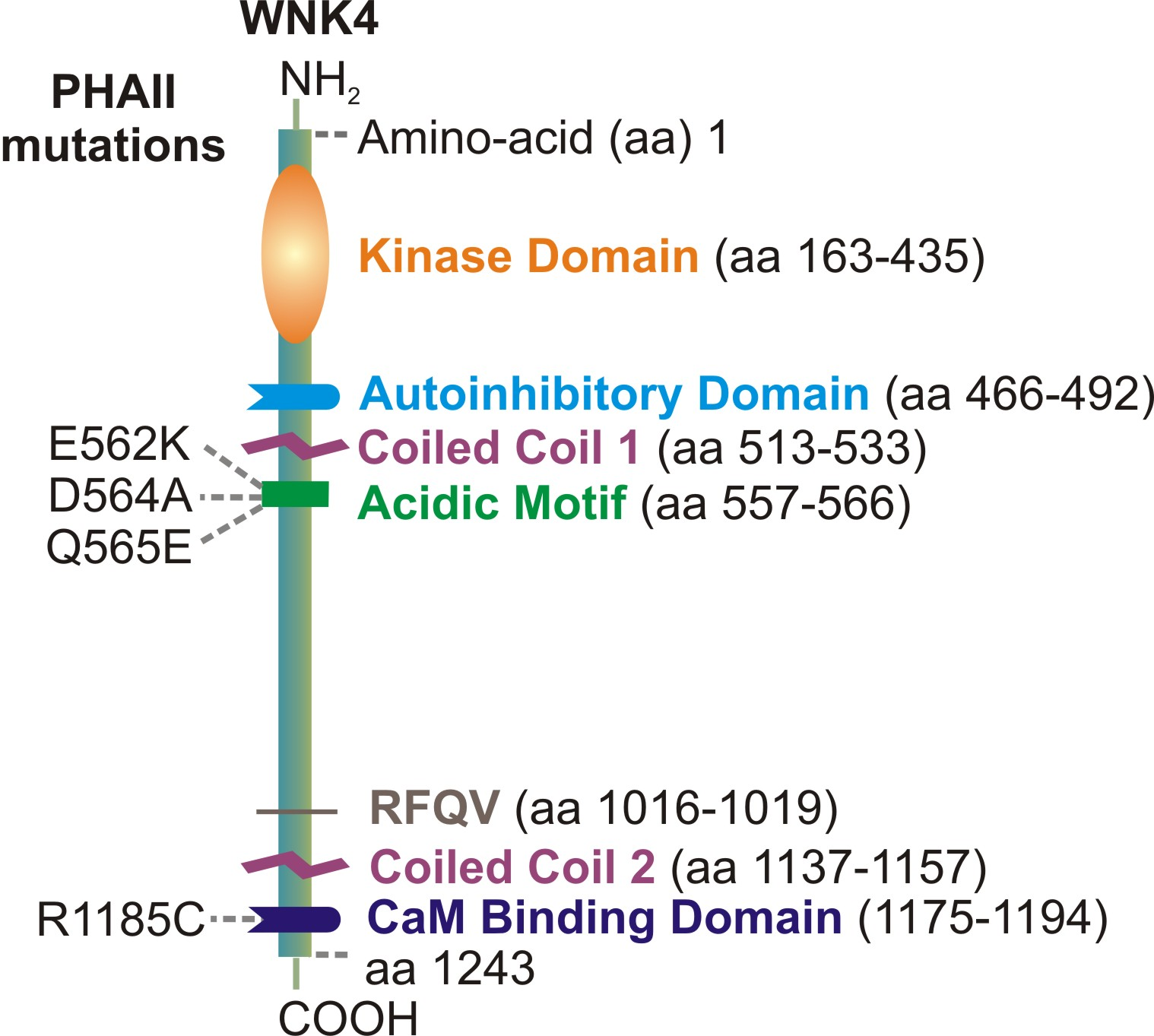
Figura 1. Esquema describiendo la estructura de WNK4, sus dominios y posiciones de las mutaciones causantes de PHAII identificadas inicialmente. Las posiciones de aminoácidos (aa) de los dominios se proporcionan entre paréntesis. Algunas mutaciones importantes de PHAII se localizan en el motivo acídico y en el dominio de unión a calmodulina, respectivamente.

La estructura terciaria de WNK4 no ha sido dilucidada hasta la fecha. Sin embargo, se identifican varias estructuras de dominios individuales de la proteína. Estos incluyen un dominio cinasa cerca del extremo amino seguido de un dominio autoinhibitorio, un motivo acídico, dos dominios en espiral y un dominio de unión a calmodulina en el segmento C-terminal ( Fig. 1 ). Se ha identificado un sitio de unión de iones de cloruro en la región 320 DLG 323 del dominio cinasa en WNK4. La unión del cloruro Cl − en esta región inhibe la activación de WNK4.

## Función

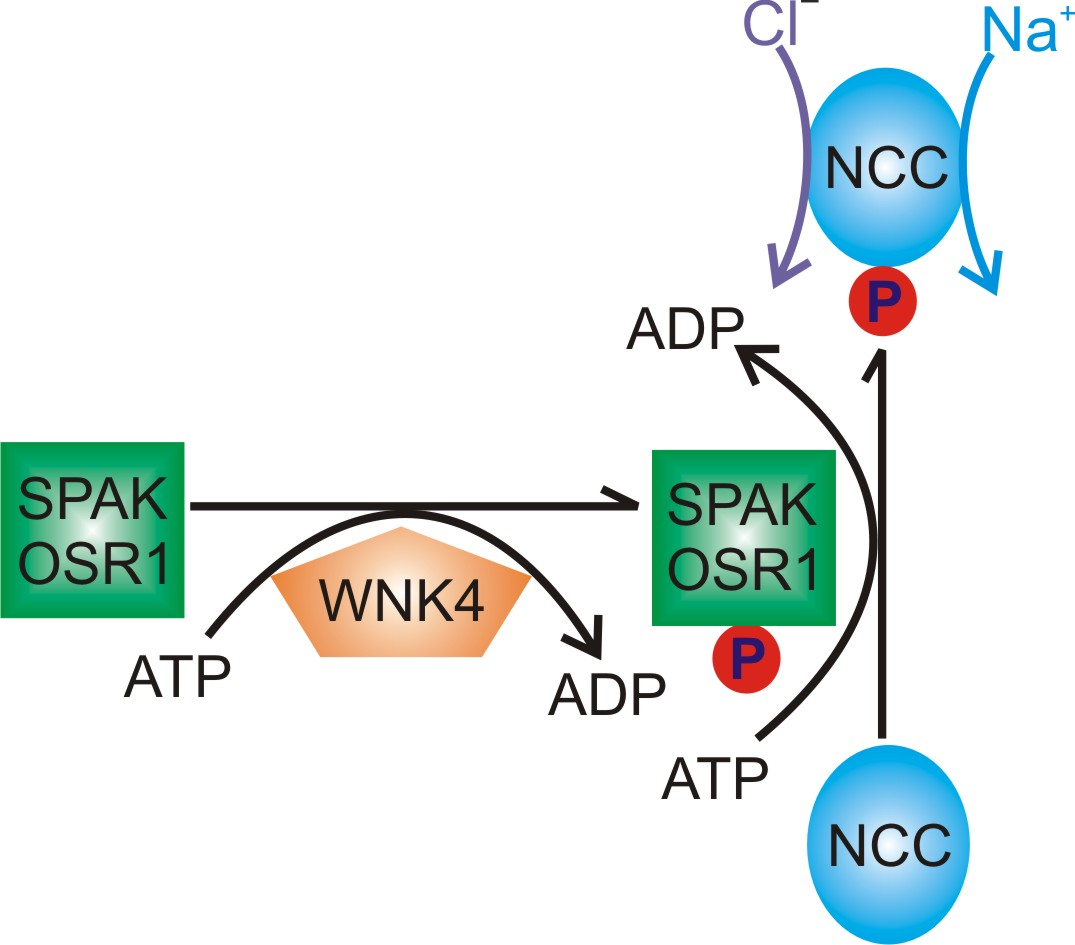
Figura 2. La cascada de fosforilación WNK4-SPAK/OSR1-NCC. WNK4 fosforila y activa SPAK/OSR1, que a su vez fosforila y activa NCC. De esta manera, WNK4 regula la reabsorción de sodio en el túbulo contorneado distal y la secreción de potasio a través de sus efectos positivos sobre el NCC.

WNK4 fosforila a sus proteínas blanco agregando un grupo fosfato de una manera dependiente de ATP. Esta modificación post-traduccional generalmente da lugar a alteraciones funcionales de los sustratos posteriores. Los sustratos mejor descritos de la cinasa WNK4 son las cinasas STE20-serina-prolina alanina-rica cinasa (SPAK) y la cinasa de respuesta al estrés oxidante 1 (OSR1), que a su vez pueden fosforilar y activar el cotransportador de sodio-cloruro sensible a tiazida (NCC)  ( Fig. 2 ). La actividad cinasa de WNK4 se ha demostrado in vitro utilizando el dominio cinasa WNK4 purificado de E. coli. Esta cascada de fosforilación es fundamental para regular la desregulación de la homeostasis del sodio y el potasio, que está vinculada a la patogénesis de PHAII.
Además de NCC, WNK4 también regula diferentes canales iónicos y cotransportadores en el riñón a través de varios mecanismos. Estos incluyen el canal epitelial de Na + (ENaC), el canal de potasio medular externo renal (ROMK), el receptor de potencial transitorio vanilloide miembro 4 y 5 (TRPV4/5, canales de calcio), los cotransportadores Na-K-2Cl 1 y 2 ( NKCC1 /2), el cotransportador K <sup id="mwlw">+</sup> -Cl <sup id="mwmA">−</sup> tipo 2 (KCC2), etcétera. WNK4 inhibe las funciones de ENaC, ROMK y TRPV4 al reducir la abundancia total y la localización en la membrana plasmática de estos canales.